# Ainara Acevedo Dudley

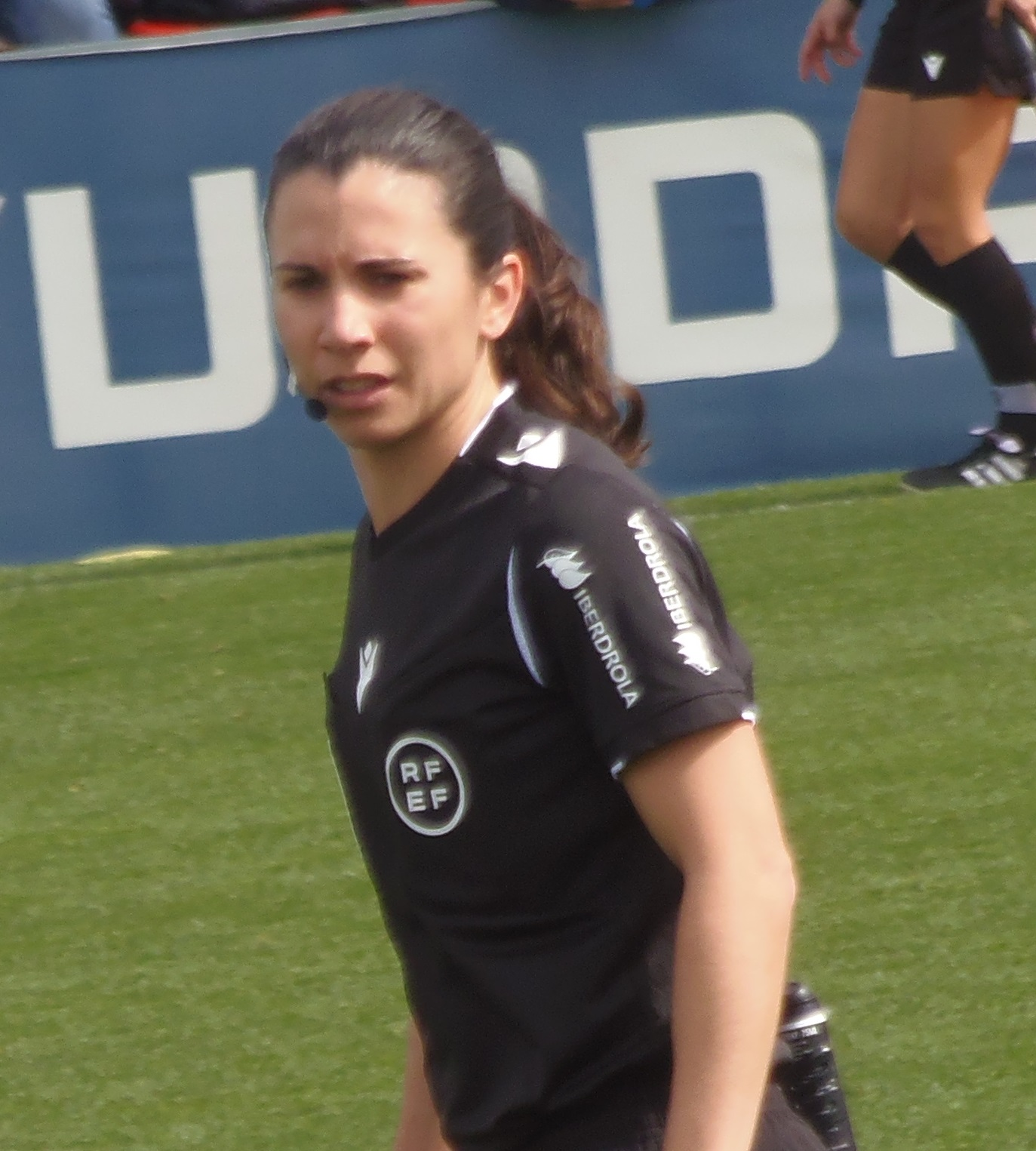
Ainara Acevedo Dudley (2022)

Ainara Andrea Acevedo Dudley (* 15. August 1991 in Rosario, Argentinien) ist eine spanische Fußballschiedsrichterin.
Acevedo Dudley leitet seit der Saison 2017/18 Spiele in der Primera División.
Seit 2018 steht sie auf der Liste der FIFA-Schiedsrichter und leitet internationale Fußballpartien, unter anderem in der Women’s Champions League, in der Qualifikation zur Europameisterschaft 2022 in England und zur Weltmeisterschaft 2019 und 2023.